# Turbo funiculosus
Turbo funiculosus is een slakkensoort uit de familie van de Turbinidae. De wetenschappelijke naam van de soort is voor het eerst geldig gepubliceerd in 1848 door Kiener.